# 阿科里扎尔
阿科里扎尔是巴西马托格罗索州的一个市镇。总面积841.166平方公里，总人口5736人，人口密度6.8人/平方公里。